# Севпечлаг
Севпечлаг, Печорстрой, Печорлаг, Печорский железнодорожный исправительно-трудовой лагерь НКВД, Печорский ИТЛ — исправительно-трудовой лагерь железнодорожного строительства, который функционировал с 14 мая 1940 по 24 июля 1950. Подчинялся Главному управлению лагерей железнодорожного строительства НКВД (14 мая 1940 — 28 апреля 1947), затем Северному управлению лагерей железнодорожного строительства, с 6 мая 1948 — снова Главному управлению лагерей железнодорожного строительства НКВД. 
Административный центр Севпечлага сначала находился в селе Абезь Кожвинского района Коми АССР (последнее известное упоминание в Приказе 0175 НКВД от 29.06.1945). Не позднее  26 декабря 1946 года управление лагеря перенесено на станцию Печора Северо-Печорской железной дороги. Адрес —  п/я 274.
После завершения основных работ по строительству Северо-Печорской железной дороги  24 июля 1950 года он был слит с Севжелдорлагом с образованием Печорлага.

## История
Предполагают, что 25 января 1942 года Заполярлаг  и Строительство 301 был закрыт и влит в Севпечлаг  с сохранением за Севпечлагом старого названия. Завершение работ Заполярлага  и Строительства 301 передано Севпечлагу.

### Заполярный ИТЛ и Строительство 301
Заполярный ИТЛ и Строительство 301 (другие названия Полярный ИТЛ и Заполярлаг) был организован 12 марта 1941 и закрыт 25 января 1942 (Не надо путать с Заполярлагом и Строительством 503). Подчинялся  ГУЛЖДС. Сначала 12 марта 1941 был создан Полярный железнодорожный  ИТЛ  для строительства порта и завода в Хабарово, подчинявшийся ГУЛПСу. По-видимому, фактическая организация не состоялась.  Приказом № 00965 НКВД от 25 июля 1941 года созданы два ИТЛ в составе ГУЛЖДС опять же для строительства порта в районе Хабарово и железной дороги Воркута—Югорский Шар. Только 4 сентября 1941 появляется первое упоминание Заполярного ИТЛ в связи  разделом сфер влияния с Югорлагом. 
Задачей лагеря было строительство железнодорожной линии Воркута—Хабарово, строительство временного порта у Югорского Шара и зимника (временной зимней дороги), строительство железной дороги Воркута—Югорский Шар и зимника со стороны Воркуты.
Максимальная численность заключенных известна  на 1 декабря 1941 года 999. К  1 марта 1942 было  571 зэка, около 350 заключённых было освобождено и отправлено на фронт.
Известно имя заместителя начальника лагеря — старший лейтенант ГБ А. С. Свиридов, занимал эту должность с апреля 1941 г. по февраль 1942.

## Численность
| Дата          | численность | Дата          | численность |
| ------------- | ----------- | ------------- | ----------- |
| 1 июля 1940   | 3 851       | январь 1945   | 33 598      |
| 1 января 1941 | 34 959      | 1 января 1946 | 34 826      |
| 15 июня 1941  | 91 664      | 1 января 1947 | 56 615      |
| 1 января 1942 | 102 354     | 1 января 1948 | 47 815      |
| 1 января 1943 | 58 8255     | 1 января 1949 | 39 436      |
| январь 1944   | 23 019      | 1 января 1950 | 42 028      |

На 1  января 1943 года из 58 825 содержащихся в Севпечлаге заключённых 22 327 являлись осуждёнными по 58 статье за так называемые "контрреволюционные преступления", лишь 1874 из этих 58 825 были женщины, остальные мужчины. На 1  января 1947 года из 56 615 зэка Севпечлага  3 601 человек были переведенными на спецпоселение репатриантами. К 1 июля 1948 на учёте в Севпечлаге было 2 336 спецпоселенцев-"власовцев".

## Начальники
- Большаков Г. П., с 14.05.1940 — 25.12.1940[3][c].;
- Чесноков С. А., майор ГБ[5], временно исполнял обязанности, с 25.12.1940 по 30.04.1941;
- Потёмкин Н. Ф., с 30.04.1941 — ? (упоминался 21.02.1942); с 25.01.1942 до 26.05.1943 — зам. начальника.
- Успенский Д. В., с 25.01.1942 по 05.09.1942;
- Барабанов В. А., старший лейтенант ГБ, майор ГБ, полковник, с 05.09.1942 по 26.12.1946;
- Боровицкий А. И.[9], майор ГБ, полковник, с 26.12.1946 по 14.07.1950; одновременно с 28.04.1947 по 06.05.1948 по совместительству — зам. нач. Северного Управления лагерей железнодорожного строительства
- Касперович И. И.[10], временно исполнял обязанности, (упоминался 24.06.1950).

## Комментарии
1. ↑  В приказе  об организации название — "Печорский ИТЛ". В дальнейшем в документах употребляются оба названия: и Севпечлаг, и Печорлаг. Здесь используется "Севпечлаг", чтобы отличать от Печорлага, возникшего на месте Севпечлага после слияния с Севжелдорлагом.
2. ↑  Очевидно речь идёт о членах семей солдат и офицеров РОА.
3. ↑  Большаков, Григорий Петрович (1897, Иркутск — 1942) ранее был судим по ст. 110 УК РСФСР (превышение власти). Затем стал начальником водораздельного участка Беломорстроя ОГПУ. В августе 1933 в связи с завершением строительства  судимость снята ЦИКом, так как он "своей энергичной работой обеспечившего возведение сооружений сложнейшего водоразделительного участка". Награждён орденом Трудового Красного Знамени (позднее лишён его указом Президиума Верховного Совета СССР от 08.07.1945)[4]. Снят с поста начальника Севпечлага 25 декабря 1940. 14 января 1941 года арестован по обвинению в "преступных действиях, приведших к тяжелому санитарно-бытовому состоянию (высокая заболеваемость и смертность) ИТЛ и, как следствие, срыву выполнения программы работ"[3]. Вместе с Большаковым были арестованы его заместитель Гольдман, начальник Контрольно-планового отдела Кайревич, начальник Санотдела Новосадова[5][1]. 15 августа 1942 года Большаков приговорён ОСО при НКВД  по ст. 58-7, 58-11 к ВМН[3]. Расстрелян 12 сентября 1942[4]. Гольдман Соломон Исаакович (1897—1942) приговорён по ст. 58-7, 58-11 УК РСФСР к ВМН[6], Кайревич Генрих Карлович (1891—1942) — так же[7], Новосадова Клавдия Васильевна (1913—?) приговорена по ст. 58-7 УК РСФСР к 5 годам ИТЛ[8]